# Campionati italiani di triathlon medio del 2020
I Campionati italiani di triathlon medio del 2020 sono stati organizzati dalla Federazione Italiana Triathlon e si sono tenuti a Fasano in Puglia, in data 10 ottobre 2020.
Tra gli uomini ha vinto Giulio Molinari ( Carabinieri), mentre la gara femminile è andata a Marta Bernardi (Tri Evolution).

## Risultati

### Élite uomini
| Pos. | Atleta               | Società sportiva         | Nuoto    | Bici     | Corsa    | Totale   |
| ---- | -------------------- | ------------------------ | -------- | -------- | -------- | -------- |
|      | Giulio Molinari      | Carabinieri              | 00:25:15 | 02:03:42 | 01:18:32 | 03:48:59 |
|      | Matteo Fontana       | MMTT                     | 00:29:16 | 02:01:45 | 01:21:44 | 03:54:50 |
|      | Adriano Engelhardt   | Ch                       | 00:27:52 | 02:10:45 | 01:14:54 | 03:55:33 |
| 4    | Alessandro Degasperi | Dolomitica Nuoto CTT     | 00:27:01 | 02:12:57 | 01:13:58 | 03:55:36 |
| 5    | Lorenzo Delco        | Tri                      | 00:34:24 | 02:07:14 | 01:15:56 | 03:59:37 |
| 6    | Daniel Fontana       | DDS                      | 00:26:23 | 02:13:38 | 01:19:33 | 04:01:04 |
| 7    | Emanuele Faraco      | Terra dello Sport        | 00:25:50 | 02:15:31 | 01:19:28 | 04:02:37 |
| 8    | Andrea Pizzeghella   | Dolomitica Nuoto CTT     | 00:28:46 | 02:14:33 | 01:17:31 | 04:03:02 |
| 9    | Jonathan Ciavattella | Dolomitica Nuoto CTT     | 00:27:09 | 02:12:36 | 01:21:31 | 04:03:18 |
| 10   | Marco Corti          | Zerotrenta Triathlon     | 00:31:10 | 02:12:28 | 01:18:38 | 04:04:08 |
| 11   | Andrea Recagno       | Team Ladispoli Triathlon | 00:28:16 | 02:13:35 | 01:21:51 | 04:05:48 |
| 12   | Lorenzo Felici       | Terni Triathlon          | 00:33:26 | 02:10:47 | 01:19:57 | 04:06:18 |
| 13   | Michele Marchelli    | Kino - Mana              | 00:29:56 | 02:11:18 | 01:24:50 | 04:08:08 |
| 14   | Nicola Duchi         | Dolomitica Nuoto CTT     | 00:31:04 | 02:14:20 | 01:21:46 | 04:09:18 |
| 15   | Mauro Pera           | Team Ladispoli Triathlon | 00:25:38 | 02:16:06 | 01:26:17 | 04:10:28 |
| 16   | Pierluigi Senor      | Team Ladispoli Triathlon | 00:31:38 | 02:13:53 | 01:23:05 | 04:10:50 |
| 17   | Stefano Bortolami    | Rhodigium Team           | 00:29:09 | 02:17:23 | 01:25:11 | 04:13:41 |
| 18   | Edoardo Felici       | Terni Triathlon          | 00:32:50 | 02:11:32 | 01:27:25 | 04:14:27 |
| 19   | Ivan Cappelli        | Doria Nuoto Loano        | 00:28:02 | 02:22:03 | 01:22:33 | 04:14:29 |
| 20   | Alberto Nardin       | Torino Triathlon         | 00:29:04 | 02:10:27 | 01:33:29 | 04:15:00 |

### Élite donne
| Pos. | Atleta                       | Società sportiva       | Nuoto    | Bici     | Corsa    | Totale   |
| ---- | ---------------------------- | ---------------------- | -------- | -------- | -------- | -------- |
|      | Marta Bernardi               | Tri Evolution          | 00:31:15 | 02:23:19 | 01:22:44 | 04:19:11 |
|      | Sharon Spimi                 | The Hurricane          | 00:26:29 | 02:25:34 | 01:34:16 | 04:27:59 |
|      | Margie Santimaria            | PPRTeam                | 00:28:41 | 02:28:27 | 01:35:07 | 04:33:58 |
| 4    | Valentina D'Angeli           | Dolomitica Nuoto CTT   | 00:36:20 | 02:28:32 | 01:32:24 | 04:39:12 |
| 5    | Federica Sabina A. De Nicola | Dolomitica Nuoto CTT   | 00:32:55 | 02:31:28 | 01:32:12 | 04:40:11 |
| 6    | Vittoria Bergamini           | Riviera Triathlon 1992 | 00:26:47 | 02:32:24 | 01:41:05 | 04:42:12 |
| 7    | Beatrice Taverna             | DDS                    | 00:29:46 | 02:36:49 | 01:35:28 | 04:44:13 |
| 8    | Alessandra Derme             | Rari Nantes Torino     | 00:33:31 | 02:36:35 | 01:34:45 | 04:46:40 |
| 9    | Martina Dogana               | Martina Dogana Trite   | 00:34:13 | 02:37:22 | 01:35:54 | 04:49:29 |
| 10   | Cristina Ventura             | Magma Team             | 00:29:20 | 02:45:45 | 01:34:42 | 04:51:26 |
| 11   | Giulia Bedorin               | Thermae Sport PDNTRI   | 00:30:25 | 02:32:30 | 01:48:05 | 04:53:05 |
| 12   | Eleonora Bado                | Padova Triathlon       | 00:38:05 | 02:34:40 | 01:39:47 | 04:54:18 |
| 13   | Arianna Valenti              | Raschiani Triathlon    | 00:36:03 | 02:45:29 | 01:33:10 | 04:57:05 |
| 14   | Barbara Trazzi               | Verona Triathlon Km    | 00:39:27 | 02:44:56 | 01:33:30 | 05:00:04 |
| 15   | Myriam Grassi                | 707 Triathlon Team     | 00:33:20 | 02:37:49 | 01:48:34 | 05:01:45 |
| 16   | Maria Casciotti              | Podistica Solidarietà  | 00:32:21 | 02:52:47 | 01:36:43 | 05:04:59 |
| 17   | Giulia Soffiati              | Torino Triathlon       | 00:41:42 | 02:38:15 | 01:44:39 | 05:06:39 |
| 18   | Alessia Roggiero             | CUS Pro Patria Milano  | 00:33:11 | 02:44:21 | 01:47:24 | 05:07:41 |
| 19   | Chiara Petracci              | Cesena Triathlon       | 00:33:26 | 02:45:12 | 01:47:36 | 05:09:44 |
| 20   | Bianca Brambilla             | DDS                    | 00:33:33 | 02:43:49 | 01:50:48 | 05:10:18 |